# Castrul roman Dierna
Dierna a fost un castru roman clădit pe teritoriul orașului Orșova de astăzi.